# Спектра (филм)
Спектра (енгл. Spectre) је шпијунски филм из 2015. године и двадесет четврти филм у серији Џејмс Бонд британског продуцента Eon Productions-а. Четврти је филм у ком игра Данијел Крејг као измишљени агент MI6-а Џејмс Бонд и други филм који режира Сам Мендес, после филма Скајфол. Написали су га Џон Логан, Нил Первис, Роберт Вејд и Џез Батерворт.
Радња филма прати Бонда који се супротставља криминалној организацији Спектра и њеном загонетном лидеру, Ернесту Ставру Блофелду (Кристоф Валц), који планира да покрене националну мрежу за надгледање, како би организовао криминалне активности широм света. Филм представља прво појављивање Спектре и Блофелда у филму Eon Productions-а, након филма Дијаманти су вечни из 1971. године. Лик сличан Блофелду накратко се појављује у филму Само за твоје очи из 1981. године, али, због контроверзе око романа Операција Гром, није именован, нити му је приказано лице. Појављује се више ликова Џејмса Бонда, као што су М, Кју и Ив Манипени, док се у новим улогама појављују Леа Седу као др Мадлен Свон, Дејв Батиста као г. Хинкс, Ендру Скот као Макс Денби и Моника Белучи као Лучија Скијара.
Филм је сниман од децембра 2014. до јула 2015. у Аустрији, Уједињеном Краљевству, Италији, Мароку и Мексику. За акционе сцене биле су потребне каскаде и практични ефекти, док је пет различитих компанија креирало компјутерски-генерисане слике. Филм је снимљен са буџетом од 245 милиона америчких долара; неки извори наводе и до 300 милиона долара, што му је донело титулу најскупљег филма о Бонду и учинило га једним од најскупљих филмова икада направљених.
Филм је издат 26. октобра 2015. године у Уједињеном Краљевству, исте ноћи када је одржана и његова премијера у Ројал Алберт холу у Лондону. Уследило је светско издање, укључујући IMAX пројекције. У Сједињеним Државама и Канади, издат је 6. новембра и добио је помешане критике критичара, који су похвалили акционе сцене, кинематографију, глуму и музику, али критиковали дуго време трајања, сценарио и темпо. У Србији, филм је издат 5. новембра 2012. године; дистрибутер је био Con Film. Насловна песма, Writing's on the Wall, коју је извео и написао Сам Смит, освојила је награде Оскар и Златни глобус у категорији за најбољу оригиналну песму. Филм је широм света зарадио више од 880 милиона долара, чиме је постао шести најуспешнији филм 2015. године и други филм у серији са највећом зарадом неприлагођен инфлацији после филма Скајфол.

## Радња
Постхумна порука претходног М-а наводи агента MI6-а Џејмса Бонда да изврши неовлашћену мисију у Мексико Ситију на Дан Мртвих, где осујећује заверу да се постави и детонира експлозивна направа. Бонд убија Марка Скијару, вођу терориста, и узима његов прстен, украшен стилизованом хоботницом.
По повратку у Лондон, Бонд бива суспендован са теренске дужности од стране Гарета Малорија, тренутног М-а, који се бори за моћ са Максом Денбијем (кога Бонд назива „Ц”), генералним директором нове, приватно финансиране Заједничке обавештајне службе, формиране спајањем MI5-а са MI6-ом. Ц води кампању да се Британија придружи глобалној иницијативи за надзор и обавештајне послове „Девет очију” и искориштава свој утицај да затвори одељење теренских агената „00”, за које верује да је застарело.
Бонд се оглушује о наређења М-а и путује у Рим да присуствује Скијариној сахрани. Бонд спасава и заводи Скијарину удовицу Лучију, која му говори да је Скијара припадао организацији пословних људи са криминалним и терористичким везама. Бонд употребљава Скијарин прстен да се инфилтрира на састанак као Скијарина замена, где идентификује вођу, Франца Оберхаузера. Након што чује како Оберхаузер издаје налог за убиство „Бледог краља”, Бонда у његовом астон мартину DB10 по целом граду јури Спектрин плаћени убица г. Хинкс, возећи јагуар C-X75. Ив Манипени обавештава Бонда да је Бледи краљ г. Вајт, одметнути члан Квантума, подружнице организације. Бонд од ње тражи да истражи Оберхаузера, који је 20 година сматран мртвим.
Бонд лоцира Вајта у Алтаусзеу у Аустрији, где овај већ неко време умире од тровања талијумом. Вајт говори Бонду да пронађе и заштити његову ћерку, психијатра др Мадлен Свон, која ће га одвести у Л'Америкен како би лоцирали Оберхаузера; Вајт потом извршава самоубиство. Бонд се суочава са Мадлен и спасава је од Хинкса и његових људи. Пар се састаје са Кјуом, који повезује Оберхаузера са Бондовим претходним мисијама, идентификујући Ле Шифра, Доминика Фрина и Раула Силву као агенте исте организације, коју Мадлен идентификује као Спектра.
Мадлен води Бонда у Л'Америкен, хотел у Тангеру, где откривају да је Вајт оставио доказе који их упућују до базе Оберхаузера у једном кратеру у Сахари. Возећи се возом до удаљене станице, Бонда и Мадлен напада Хинкс, који у борби бива избачен из воза; касније бивају спроведени до базе Оберхаузера. Оберхаузер открива да Спектра финансира Заједничку обавештајну службу док он организује терористичке нападе широм света, стварајући потребу за програмом Девет очију. Заузврат, Ц ће Спектри омогућити неограничен приступ обавештајним подацима које је прикупило Девет очију, омогућавајући им да предвиђају истраге сопствених операција и истима се супротстављају. Бонда муче док Оберхаузер говори о њиховој заједничкој прошлости: након што је Бонд остао сироче, Оберхаузеров отац, Ханес, постао је његов привремени старатељ. Љубоморан на очеву наклоност према Бонду, Оберхаузер је убио свог оца, инсценирао сопствену смрт, узео име Ернст Ставро Блофелд. Потом је основао Спектру и почео да се свети Бонду; испоставља се да је он одговоран за више трагедија у Бондовом животу, попут смрти М и Веспер Линд. Бонд и Мадлен ошамућују Блофелда бацивши му под ноге Бондов експлозивни сат и потом беже у Лондон како би спречили да Девет очију изађе на интернет.
У Лондону, Бонд и Мадлен се састају са М-ом, Кјуом, Билом Танером и Манипени у намери да ухапсе Ц-а. Мадлен и Бонда одвојено отимају оперативци Спектре, док остатак групе наставља с планом. Након што Кју успе да спречи Девет очију да изађе на интернет, избија туча између М-а и Ц-а и Ц пада са зграде. Бонда одводе у рушевине старе зграде MI6-а, која, тешко оштећена након Силвиног напада, само што није срушена. Блофелд — и даље жив, али са великим ожиљком на десној страни лица — говори Бонду да бира да ли да побегне или да умре покушавајући да спасе Мадлен, пре него што се за три минута зграда сруши. Бонд проналази Мадлен и њих двоје беже бродом док се зграда руши. Бонд обара Блофелдов хеликоптер, који пада на Вестминстерски мост. Блофелд преживљава и успева да отпузи од олупине, али га Бонд стиже. Блофелд тера Бонда да га убије, али Бонд одбија и Блофелд бива ухапшен од стране М-а. Бонд се поново састаје са Мадлен и њих двоје одлазе са моста.
Следећег јутра, Бонд преузима од Кјуа поправљени астон мартин DB5 и одлази са Мадлен.

## Улоге
| Глумац            | Улога                |
| ----------------- | -------------------- |
| Данијел Крејг     | Џејмс Бонд           |
| Кристоф Валц      | Ернст Ставро Блофелд |
| Леа Седу          | Мадлен Свон          |
| Бен Вишо          | Кју                  |
| Наоми Харис       | Ив Манипени          |
| Дејв Батиста      | г. Хинкс             |
| Ендру Скот        | Макс Денби           |
| Рори Кинир        | Бил Танер            |
| Јеспер Кристенсен | г. Вајт              |
| Моника Белучи     | Лучија Скијара       |
| Рејф Фајнс        | Гарет Малори         |
| Стефани Сигман    | Естела               |
| Алесандро Кремона | Марко Скијара        |
| Џуди Денч         | М                    |